# Nagari Tabek Panjang
Nagari Tabek Panjang is een bestuurslaag in het regentschap Agam van de provincie West-Sumatra, Indonesië. Nagari Tabek Panjang telt 9271 inwoners (volkstelling 2010).